# 차라투스트라는 이렇게 말했다
《차라투스트라는 이렇게 말했다》(독일어: Also sprach Zarathustra 알조 슈프라흐 차라투스트라[*])는 독일의 철학자 프리드리히 니체의 철학 소설이다. 영원 회귀, 신의 죽음, 초인(Übermensch, 超人)의 개념을 다룬다.

## 소개
"나는 차라투스트라를 씀으로써, 인류에게 가장 큰 선물을 주었다."
Innerhalb meiner Schriften steht für sich mein Zarathustra. Ich habe mit ihm der Menschheit das grösste Geschenk gemacht, das ihr bisher gemacht worden ist.
— 《이 사람을 보라》, 서문, 4번글.

초기 저술들에서 니체는 소크라테스의 합리주의를 허무주의로 규정하고 아폴로적인 것과 디오니소스적인 것을 참다운 예술의 근원으로 본다. 미술적인 형식과 음악적인 내용이 예술의 원천을 이룬다는 주장이다. 중기 저술들에서 니체는 초기의 예술비판을 확장해 문명 전체에 대한 비판의 붓을 든다. 후기의 저서, 특히 《자라투스트라는 이렇게 말했다》는 현대 문명의 허무주의와 퇴폐주의를 강력히 비판하면서 생성 개념을 강조한다.
이 삶은 끊임없이 되돌아오므로 이러한 운명은 긍정하고 사랑해야 한다. 그럴 때 개인은 힘의지를 발휘하여 허무주의를 뛰어넘을 수 있다. 데카당, 허무주의, 인간말종(Der letzte Mensch) 등은 왜소하다. 왜소함을 극복하는 한 방편은 자신을 뛰어넘어 창조하는 것이다. 다시 말해 위대한 정오로서 위버멘쉬가 되는 것이다.

## 제목의 의미
제목으로 쓰인 ‘자라투스트라’라는 말은 일종의 패러디이다. 니체는 패러디를 즐겨 사용했다.

자라투스트라는 도덕이라 불리는 가장 심각한 오류를 만들어낸 인간이다.
그는 필연적으로 도덕이 오류임을 자각한 최초의 인간임이 분명하다.
(중략)
내 말을 알겠는가? 정직성을 통한 도덕의 자기 극복,
나라는 대립을 통한 도덕군자의 자기 극복,
그것이 내 입에서 나온 차라투스트라의 이름이 뜻하는 바이다.
— 《이 사람을 보라》, 나는 왜 하나의 운명인가, 3번글.

## 아포리즘
- 노예들은 자신들의 삶을 고통스럽게 하는 대상을 찾아 비난하는 것에서 시작한다.  그들은 자신들과 대립관계에 있는 것을 우선 악으로 규정하고, 반대편에 있는 자신들을 선이라고 부른다.  귀족들이 좋음과 나쁨으로 불렀던 것을 노예들은 선과 악으로 부른다.  귀족들이 말하는 나쁨에 연민과 동정이 담겼다면 노예들이 말하는 악에는 저주와 원한이 담겨있다.[4]

## 같이 보기
- 마누 법전

## 참고 문헌
- 강영계 역, 지만지 2011년, ISBN 978-89-6680-499-3